# 黃汝香
黃汝香，山西省平定直隸州人，清朝政治人物、進士出身。
光緒二年（1876年），參加丙子恩科會試，得貢士第255名。殿試登進士2甲第55名。同年五月（6月3日），改庶吉士。光绪六年四月，散館后，著以知县即用。歷山東清河縣知縣，任內修縣志。光緒十五年（1889年）辭官，宦橐蕭然。